# Lankás
Lankás (Luncasprie), település Romániában, a Partiumban, Bihar megyében.

## Fekvése
A Király-erdő alatt, a Hollód-patak bal partján, Belényestől északra, Szitány északi szomszédjában fekvő település.

## Története
Lankás nevét 1692-ben említette először oklevél Lunkaspri néven.
1808-ban Lunkány, Lunkaszprie, 1913-ban Lankás néven írták.
1851-ben Fényes Elek írta a településről:
Lunkaszprie, igen hegyes, erdős vidéken: 375 óhitü lakossal, s anyatemplommal. Van egy patakja
Ro nevü, s télen egy meleg forrás-vize.
1910-ben 873 lakosából 48 magyar, 823 román volt. Ebből 25 római katolikus, 9 református, 823 görögkeleti ortodox, 9 izraelita volt.
A trianoni békeszerződés előtt Bihar vármegye Magyarcsékei járásához tartozott.